# Stefano Calcagni
Stefano Calcagni (Roma, 3 maggio 1954) è un ex calciatore italiano, di ruolo difensore.

## Carriera
Nel ruolo di libero, debutta in Serie D con l'ALMAS di Roma prima di passare al Parma, dove fa il suo esordio in Serie B nella stagione Serie B 1974-1975 giocando 3 partite.
Dopo un anno alla Viterbese in Serie C passa alla Nocerina, con cui vince il campionato di Serie C 1977-1978 e disputa un anno da titolare tra i cadetti (stagione 1978-1979).
In seguito gioca per un anno in Serie C1 con il Rimini e torna un altro anno alla Nocerina, per poi essere ceduto al Campobasso con cui vince il campionato di Serie C1 1981-1982 e disputa un'altra stagione in Serie B.
Negli anni successivi è in Serie C1 con Francavilla e Cosenza, prima di chiudere la carriera nel Campionato Interregionale con la Narnese e infine in Serie C2 con il Civitavecchia.
In carriera ha totalizzato complessivamente 52 presenze in serie B.

## Palmarès

### Competizioni nazionali
- Campionato italiano Serie C: 1

Nocerina: 1977-1978 (girone C)

### Competizioni internazionali
- Coppa Anglo-Italiana: 1

Francavilla: 1984